# メチルオレンジ
メチルオレンジ（Methyl orange）は、滴定においてよく使われるpH指示薬である。
メチルオレンジは酸性の半ばで非常にはっきりと色が変化するため、酸の滴定に良く使われる。万能指示薬と違い、色々な色に変化するわけではない。通常は赤色から黄色にかけて変色し、変色の終点ははっきりしている。

## 色の変化
溶液が酸性から中性になるにつれ、メチルオレンジは赤からオレンジ、さらに黄色へと変化する。変色域は3.1~4.4である。すなわち、pHが4.4を超えると色は変化しなくなる。
酸性では赤色、中性とアルカリ性では黄色である。メチルオレンジのpKaは25°Cの水で3.47である。

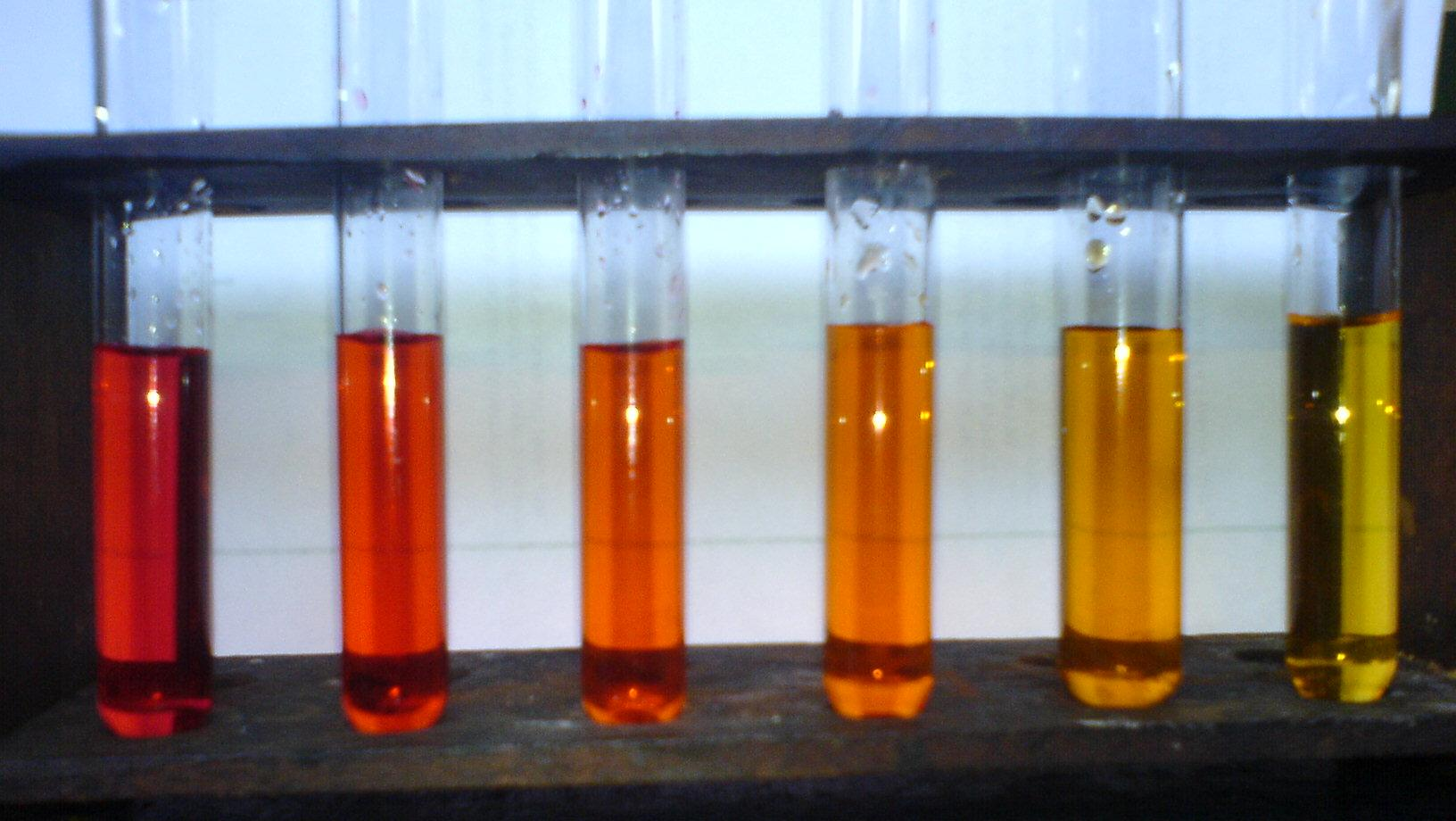
メチルオレンジの色の変化

| メチルオレンジ   | メチルオレンジ | メチルオレンジ |
| ---------------- | -------------- | -------------- |
| pHによる色の変化 |                |                |
| 3.1以下          | ↔              | 4.4以上        |

| メチルオレンジ （キシレンシアノール水溶液中） | メチルオレンジ （キシレンシアノール水溶液中） | メチルオレンジ （キシレンシアノール水溶液中） |
| --------------------------------------------- | --------------------------------------------- | --------------------------------------------- |
| pHによる色の変化                              |                                               |                                               |
| 3.2以下                                       | ↔                                             | 4.2以上                                       |

## 他の指標
メチルオレンジとキシレンシアノールの混合溶液は、アルカリ性に変化するにつれて灰色から緑へと変色する。

## 合成
スルファニル酸を炭酸ナトリウムで中和させながら塩酸と亜硝酸ナトリウムでジアゾ化し、塩化ベンゼンスルホン酸ジアゾニウムを得る。これをN'N-ジメチルアニリンとカップリングさせ、これを水酸化ナトリウムでナトリウム塩にしたあと、塩化ナトリウムで沈殿させてメチルオレンジの固体を得る。

## 安全性
メチルオレンジには変異原となりうる性質があるので、直接の接触は避けるべきである。